# Skomo
Skomo est une localité du comté de Nordland, en Norvège.

## Géographie
Administrativement, Skomo fait partie de la kommune de Brønnøy.